# Halle Open
Halle Open este un turneu profesionist de tenis pentru bărbați care se joacă în Halle, situat în landul german Renania de Nord-Westfalia. Desfășurat din 1993, evenimentul se joacă pe patru terenuri cu iarbă, în aer liber, și face parte din seria ATP Tour 500.

## Puncte ATP

### Distribuție puncte
| Probă  | C   | F   | SF  | QF | R16 | R32 | Q  | Q2 | Q1 |
| Simplu | 500 | 300 | 180 | 90 | 45  | 0   | 20 | 10 | 0  |
| Dublu  | 500 | 300 | 180 | 90 | 45  | 0   | 45 | 25 | 0  |

## Rezultate

### Simplu

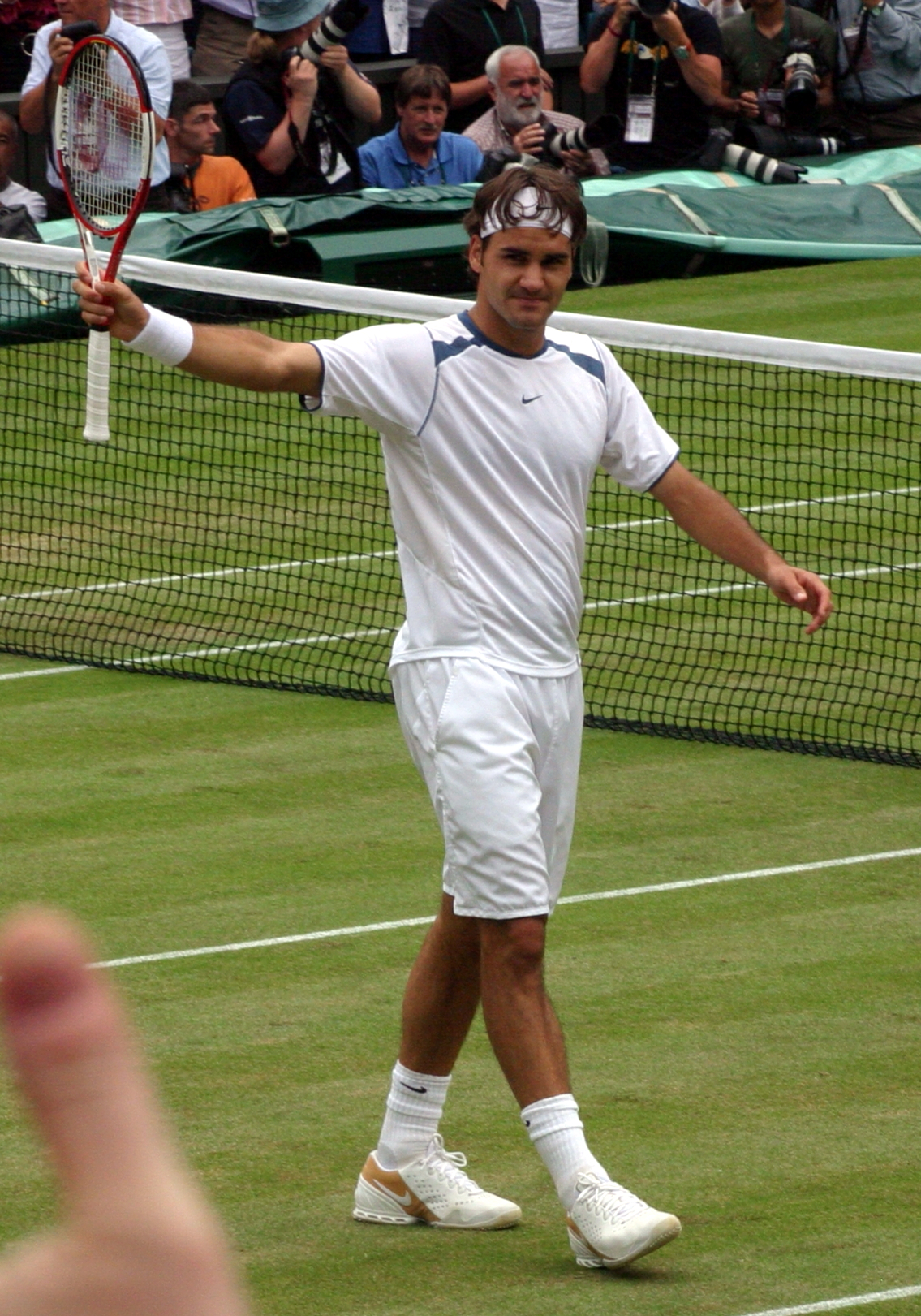
Roger Federer a câștigat zece titluri la Halle, de trei ori fără pierderea unui set pe tot parcursul turneului (2004, 2008, 2017).

| An   | Campion                                | Finalist                               | Scor                                   |
| ---- | -------------------------------------- | -------------------------------------- | -------------------------------------- |
| 1993 | Henri Leconte                          | Andrei Medvedev                        | 6–2, 6–3                               |
| 1994 | Michael Stich                          | Magnus Larsson                         | 6–4, 4–6, 6–3                          |
| 1995 | Marc Rosset                            | Michael Stich                          | 3–6, 7–6(13–11), 7–6(10–8)             |
| 1996 | Nicklas Kulti                          | Evgheni Kafelnikov                     | 6–7(5–7), 6–3, 6–4                     |
| 1997 | Evgheni Kafelnikov                     | Petr Korda                             | 7–6(7–2), 6–7(5–7), 7–6(9–7)           |
| 1998 | Evgheni Kafelnikov (2)                 | Magnus Larsson                         | 6–4, 6–4                               |
| 1999 | Nicolas Kiefer                         | Nicklas Kulti                          | 6–3, 6–2                               |
| 2000 | David Prinosil                         | Richard Krajicek                       | 6–3, 6–2                               |
| 2001 | Thomas Johansson                       | Fabrice Santoro                        | 6–3, 6–7(5–7), 6–2                     |
| 2002 | Evgheni Kafelnikov (3)                 | Nicolas Kiefer                         | 2–6, 6–4, 6–4                          |
| 2003 | Roger Federer                          | Nicolas Kiefer                         | 6–1, 6–3                               |
| 2004 | Roger Federer (2)                      | Mardy Fish                             | 6–0, 6–3                               |
| 2005 | Roger Federer (3)                      | Marat Safin                            | 6–4, 6–7(6–8), 6–4                     |
| 2006 | Roger Federer (4)                      | Tomáš Berdych                          | 6–0, 6–7(4–7), 6–2                     |
| 2007 | Tomáš Berdych                          | Marcos Baghdatis                       | 7–5, 6–4                               |
| 2008 | Roger Federer (5)                      | Philipp Kohlschreiber                  | 6–3, 6–4                               |
| 2009 | Tommy Haas                             | Novak Djokovic                         | 6–3, 6–7(4–7), 6–1                     |
| 2010 | Lleyton Hewitt                         | Roger Federer                          | 3–6, 7–6(7–4), 6–4                     |
| 2011 | Philipp Kohlschreiber                  | Philipp Petzschner                     | 7–6(7–5), 2–0 retired                  |
| 2012 | Tommy Haas (2)                         | Roger Federer                          | 7–6(7–5), 6–4                          |
| 2013 | Roger Federer (6)                      | Mikhail Youzhny                        | 6–7(5–7), 6–3, 6–4                     |
| 2014 | Roger Federer (7)                      | Alejandro Falla                        | 7–6(7–2), 7–6(7–3)                     |
| 2015 | Roger Federer (8)                      | Andreas Seppi                          | 7–6(7–1), 6–4                          |
| 2016 | Florian Mayer                          | Alexander Zverev                       | 6–2, 5–7, 6–3                          |
| 2017 | Roger Federer (9)                      | Alexander Zverev                       | 6–1, 6–3                               |
| 2018 | Borna Ćorić                            | Roger Federer                          | 7–6(8–6), 3–6, 6–2                     |
| 2019 | Roger Federer (10)                     | David Goffin                           | 7–6(7–2), 6–1                          |
| 2020 | Anulat din cauza pandemiei de COVID-19 | Anulat din cauza pandemiei de COVID-19 | Anulat din cauza pandemiei de COVID-19 |
| 2021 | Ugo Humbert                            | Andrei Rubliov                         | 6–3, 7–6(7–4)                          |
| 2022 | Hubert Hurkacz                         | Daniil Medvedev                        | 6–1, 6–4                               |
| 2023 | Alexander Bublik                       | Andrei Rubliov                         | 6–3, 3–6, 6–3                          |
| 2024 | Jannik Sinner                          | Hubert Hurkacz                         | 7–6(10–8), 7–6(7–2)                    |
| 2025 | Alexander Bublik (2)                   | Daniil Medvedev                        | 6–3, 7–6(7–4)                          |

### Dublu

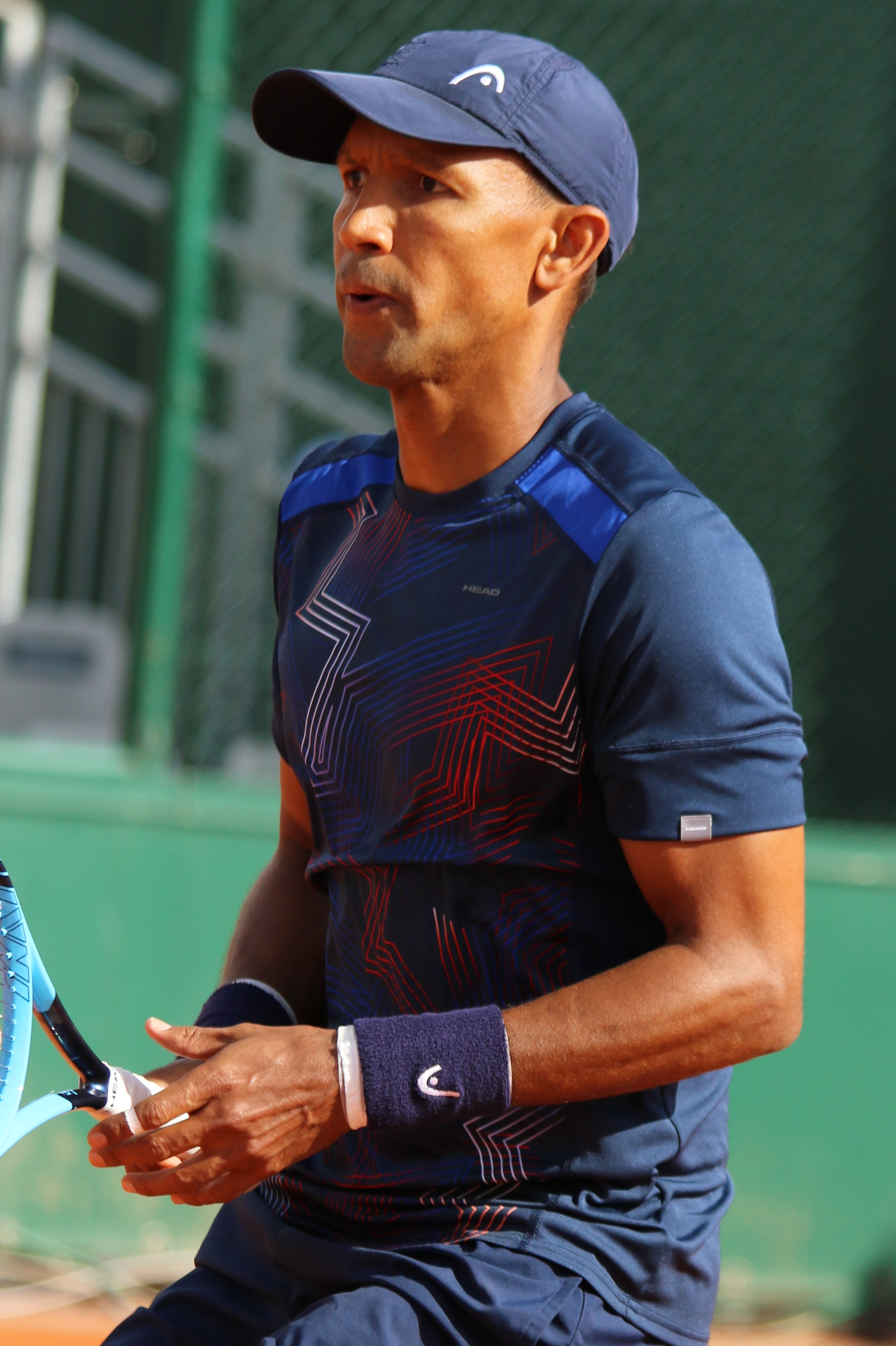
Raven Klaasen este triplu campion la dublu.

| An   | Campioni                                   | Finaliști                                 | Scor                                   |
| ---- | ------------------------------------------ | ----------------------------------------- | -------------------------------------- |
| 1993 | Petr Korda Cyril Suk                       | Mike Bauer Marc-Kevin Goellner            | 7–6, 5–7, 6–3                          |
| 1994 | Olivier Delaître Guy Forget                | Henri Leconte Gary Muller                 | 6–4, 6–7, 6–4                          |
| 1995 | Jacco Eltingh Paul Haarhuis                | Yevgeny Kafelnikov Andrei Olhovskiy       | 6–2, 3–6, 6–3                          |
| 1996 | Byron Black Grant Connell                  | Yevgeny Kafelnikov Daniel Vacek           | 6–1, 7–5                               |
| 1997 | Karsten Braasch Michael Stich              | David Adams Marius Barnard                | 7–6, 6–3                               |
| 1998 | Ellis Ferreira Rick Leach                  | John-Laffnie de Jager Marc-Kevin Goellner | 4–6, 6–4, 7–6                          |
| 1999 | Jonas Björkman Patrick Rafter              | Paul Haarhuis Jared Palmer                | 6–3, 7–5                               |
| 2000 | Nicklas Kulti Mikael Tillström             | Mahesh Bhupathi David Prinosil            | 7–6(7–4), 7–6(7–4)                     |
| 2001 | Daniel Nestor Sandon Stolle                | Max Mirnyi Patrick Rafter                 | 6–4, 6–7(5–7), 6–1                     |
| 2002 | David Prinosil David Rikl                  | Jonas Björkman Todd Woodbridge            | 4–6, 7–6(7–5), 7–5                     |
| 2003 | Jonas Björkman (2) Todd Woodbridge         | Martin Damm Cyril Suk                     | 6–3, 6–4                               |
| 2004 | Leander Paes David Rikl (2)                | Tomáš Cibulec Petr Pála                   | 6–2, 7–5                               |
| 2005 | Yves Allegro Roger Federer                 | Joachim Johansson Marat Safin             | 7–5, 6–7(6–8), 6–3                     |
| 2006 | Fabrice Santoro Nenad Zimonjić             | Michael Kohlmann Rainer Schüttler         | 6–0, 6–4                               |
| 2007 | Simon Aspelin Julian Knowle                | Fabrice Santoro Nenad Zimonjić            | 6–4, 7–6(7–5)                          |
| 2008 | Mikhail Youzhny Mischa Zverev              | Lukáš Dlouhý Leander Paes                 | 3–6, 6–4, [10–3]*                      |
| 2009 | Christopher Kas Philipp Kohlschreiber      | Andreas Beck Marco Chiudinelli            | 6–3, 6–4                               |
| 2010 | Sergiy Stakhovsky Mikhail Youzhny (2)      | Martin Damm Filip Polášek                 | 4–6, 7–5, [10–7]                       |
| 2011 | Rohan Bopanna Aisam-ul-Haq Qureshi         | Robin Haase Milos Raonic                  | 7–6(10–8), 3–6, [11–9]                 |
| 2012 | Aisam-ul-Haq Qureshi (2) Jean-Julien Rojer | Treat Conrad Huey Scott Lipsky            | 6–3, 6–4                               |
| 2013 | Santiago González Scott Lipsky             | Daniele Bracciali Jonathan Erlich         | 6–2, 7–6(7–3)                          |
| 2014 | Andre Begemann Julian Knowle (2)           | Marco Chiudinelli Roger Federer           | 1–6, 7–5, [12–10]                      |
| 2015 | Raven Klaasen Rajeev Ram                   | Rohan Bopanna Florin Mergea               | 7–6(7–5), 6–2                          |
| 2016 | Raven Klaasen (2) Rajeev Ram (2)           | Łukasz Kubot Alexander Peya               | 7–6(7–5), 6–2                          |
| 2017 | Łukasz Kubot Marcelo Melo                  | Mischa Zverev Alexander Zverev            | 5–7, 6–3, [10–8]                       |
| 2018 | Łukasz Kubot (2) Marcelo Melo (2)          | Mischa Zverev Alexander Zverev            | 7–6(7–1), 6–4                          |
| 2019 | Raven Klaasen (3) Michael Venus            | Łukasz Kubot Marcelo Melo                 | 4–6, 6–3, [10–4]                       |
| 2020 | Anulat din cauza pandemiei de COVID-19     | Anulat din cauza pandemiei de COVID-19    | Anulat din cauza pandemiei de COVID-19 |
| 2021 | Kevin Krawietz Horia Tecău                 | Félix Auger-Aliassime Hubert Hurkacz      | 7–6(7–4), 6–4                          |
| 2022 | Marcel Granollers Horacio Zeballos         | Tim Pütz Michael Venus                    | 6–4, 6–7(5–7), [14–12]                 |
| 2023 | Marcelo Melo (3) John Peers                | Simone Bolelli Andrea Vavassori           | 7–6(7–3), 3–6, [10–6]                  |
| 2024 | Simone Bolelli Andrea Vavassori            | Kevin Krawietz Tim Pütz                   | 7–6(7–3), 7–6(7–5)                     |
| 2025 | Kevin Krawietz Tim Pütz                    | Simone Bolelli Andrea Vavassori           | 6-3, 7–6(7–4)                          |